# ポリネシアン (競走馬)
ポリネシアン (Polynesian) は、1940年代アメリカ合衆国の競走馬、および種牡馬。1945年のプリークネスステークス優勝馬であり、ネイティヴダンサーの父としても知られている。

## 経歴
1944年4月25日にピムリコ競馬場でデビューしたが、デビュー間もなく窒素尿症（スクミ）を患い、激痛により調教どころか体を動かすことすらできなくなった。調教師も手をこまねく状態がしばらく続いたあるとき、ポリネシアンがスズメバチの群れに襲われ、体を刺されてしまった。しかし、この事故の直後ポリネシアンの体調はなぜか好転し、8月には競馬場に復帰して初勝利を挙げるに至った。2歳時はこのほかに、サガモアステークスや一般戦などで4勝している。
3歳シーズンは5月から始動、ケンタッキーダービーを回避して、アメリカ三冠競走のなかで最短距離のプリークネスステークスを大一番に選んだ。ウィザーズステークスに勝って臨んだ本番で、ポリネシアンはケンタッキーダービー馬フープジュニアに2馬身半差をつけて優勝、クラシックホースの仲間入りを果たした。なお、フープジュニアはこの競走で屈腱炎を発症し、引退している。
この年以降、ポリネシアンはアームド・スタイミー・ギャロレット・アソールトなどといった強豪古馬と何度も対決を繰り返していった。3歳時はプリークネスステークス以降これといった勝鞍がなかったが、翌年にはトボガンハンデキャップなど8勝、5歳時には3回のレコードタイム更新を含む9勝を挙げ、その年のアメリカ最優秀短距離馬に選出された。

## 引退後
1948年から種牡馬となった。種牡馬入り3年目のシーズンとなる1950年、この年生まれた産駒のなかの一頭に、のちの名競走馬にして大種牡馬ネイティヴダンサーがいた。同馬から始まるネイティヴダンサー系は全世界において主流血統の一つとなり、ポリネシアンの血統は現在も世界中で息づいている。
ネイティヴダンサーの存在が顕著であるが、このほかにも以下のような活躍馬を出している。
- Imbros - 牡馬・1950年生。デボネアステークスなど。殿堂馬ネイティヴダイヴァー、天皇賞馬ハクズイコウの父。
- Barbizon - 牡馬・1954年生。1956年アメリカ最優秀2歳牡馬。
- Alanesian - 牝馬・1954年生。スピナウェイステークスなど。
- Polylad - せん馬・1956年生。ナッソーカウンティハンデキャップなど。

ほか、1958年生のアウトリガーが種牡馬として日本に輸入されている。ブルードメアサイアーとしての代表馬には、日本にも輸入されたケンタッキーダービー馬シャトーゲイ（母Banquet Bell）がいる。
1959年、ポリネシアンは牧場で疝痛を発症し、それが元で17歳の生涯を閉じた。遺骸はレキシントンのギャラハーファームに埋葬されている。

## 評価

### 主な勝鞍
1944年（2歳）　10戦5勝
1945年（3歳）　14戦5勝
プリークネスステークス、ウィザーズステークス
1946年（4歳）　20戦8勝
ローズベンステークス、トボガンハンデキャップ
1947年（5歳）　14戦9勝
ロングブランチステークス、カムデンハンデキャップ、オーシャンポートステークス

### 年度代表馬
- 1947年 - アメリカ最優秀短距離馬

## 血統表
| ポリネシアンの血統（ファラリス系 / Polymelus 3x4=18.75%、 Sundridge 母内4x5=9.38%、 St. Simon 5x5=6.25%、 Sainfoin 父内5x5=6.25%） | ポリネシアンの血統（ファラリス系 / Polymelus 3x4=18.75%、 Sundridge 母内4x5=9.38%、 St. Simon 5x5=6.25%、 Sainfoin 父内5x5=6.25%） | ポリネシアンの血統（ファラリス系 / Polymelus 3x4=18.75%、 Sundridge 母内4x5=9.38%、 St. Simon 5x5=6.25%、 Sainfoin 父内5x5=6.25%） | （血統表の出典）     | （血統表の出典） |
| 父 Unbreakable 1935 黒鹿毛 アメリカ                                                                                                | 父の父Sickle 1924 青鹿毛 イギリス                                                                                                  | Phalaris | Polymelus            | Polymelus        |
| 父 Unbreakable 1935 黒鹿毛 アメリカ                                                                                                | 父の父Sickle 1924 青鹿毛 イギリス                                                                                                  | Phalaris | Bromus               |                  |
| 父 Unbreakable 1935 黒鹿毛 アメリカ                                                                                                | 父の父Sickle 1924 青鹿毛 イギリス                                                                                                  | Selene | Chaucer              | Chaucer          |
| 父 Unbreakable 1935 黒鹿毛 アメリカ                                                                                                | 父の父Sickle 1924 青鹿毛 イギリス                                                                                                  | Selene | Serenissima          |                  |
| 父 Unbreakable 1935 黒鹿毛 アメリカ                                                                                                | 父の母Blue Glass 1917 青鹿毛 フランス                                                                                              | Prince Palatine | Persimmon            | Persimmon        |
| 父 Unbreakable 1935 黒鹿毛 アメリカ                                                                                                | 父の母Blue Glass 1917 青鹿毛 フランス                                                                                              | Prince Palatine | Lady Lightfoot       |                  |
| 父 Unbreakable 1935 黒鹿毛 アメリカ                                                                                                | 父の母Blue Glass 1917 青鹿毛 フランス                                                                                              | Hour Glass | Rock Sand            | Rock Sand        |
| 父 Unbreakable 1935 黒鹿毛 アメリカ                                                                                                | 父の母Blue Glass 1917 青鹿毛 フランス                                                                                              | Hour Glass | Hautesse             |                  |
| 母 Black Polly 1936 鹿毛 アメリカ                                                                                                  | 母の父Polymelian 1914 栗毛 イギリス                                                                                                | Polymelus | Cyllene              | Cyllene          |
| 母 Black Polly 1936 鹿毛 アメリカ                                                                                                  | 母の父Polymelian 1914 栗毛 イギリス                                                                                                | Polymelus | Maid Marian          |                  |
| 母 Black Polly 1936 鹿毛 アメリカ                                                                                                  | 母の父Polymelian 1914 栗毛 イギリス                                                                                                | Pasquita | Sundridge            | Sundridge        |
| 母 Black Polly 1936 鹿毛 アメリカ                                                                                                  | 母の父Polymelian 1914 栗毛 イギリス                                                                                                | Pasquita | Pasquil              |                  |
| 母 Black Polly 1936 鹿毛 アメリカ                                                                                                  | 母の母Black Queen 1930 青毛 アメリカ                                                                                               | Pompey | Sun Briar            | Sun Briar        |
| 母 Black Polly 1936 鹿毛 アメリカ                                                                                                  | 母の母Black Queen 1930 青毛 アメリカ                                                                                               | Pompey | Cleopatra            |                  |
| 母 Black Polly 1936 鹿毛 アメリカ                                                                                                  | 母の母Black Queen 1930 青毛 アメリカ                                                                                               | Black Maria | Black Toney          | Black Toney      |
| 母 Black Polly 1936 鹿毛 アメリカ                                                                                                  | 母の母Black Queen 1930 青毛 アメリカ                                                                                               | Black Maria | Bird Loose F-No.14-a |                  |